# Joseph de Graft Johnson
Pour les articles homonymes, voir Graft (homonymie).
Joseph William Swain de Graft-Johnson (né le 6 octobre 1933 à Cape Coast et mort le 22 avril 1999 à Londres) était un ingénieur, universitaire et homme politique ghanéen qui a exercé la fonction de vice-président de la IIIe République du Ghana de 1979 à 1981 sous la présidence d'Hilla Limann.

## Biographie
De Graft-Johnson a exercé la profession d'ingénieur au Ghana. Il a été chargé de cours à l'Institut de recherche sur les bâtiments et les routes de l'Université des sciences et technologies de Kwame Nkrumah à Kumasi, puis en est devenu le directeur. Il a également été l'un des membres fondateurs de la Ghana Institution of Engineers (GhIE), dont il a été le président de 1977 à 1978.
Pendant l'ère du régime militaire sous le Conseil militaire suprême, il était impliqué dans l'opposition au maintien du régime militaire car il était alors président du GhIE, l'un des nombreux organismes professionnels du Ghana s'opposant au gouvernement militaire. Il a subi des attaques personnelles à cause de cela. De Graft-Johnson a rejoint le Parti national du peuple (PNP) lors de sa création en 1979. C'était après la levée de l'interdiction des partis politiques imposée en 1972 par le National Redemption Council. Le PNP a remporté les élections et il est devenu le premier vice-président du Ghana au sein du gouvernement Limann. Le gouvernement a été renversé par un coup d'État le 31 décembre 1981. Il est parti en exil à Londres, en Angleterre, après le coup d'État.
De Graft-Johnson est décédé le 22 avril 1999 à Londres à l'âge de 65 ans. Il a été enterré à Cape Coast.